# ウォリアー・ゲート 時空を超えた騎士
『ウォリアー・ゲート 時空を超えた騎士』（ウォリアー・ゲート じくうをこえたきし、原題：The Warriors Gate、中国語題：勇士之門）は、2016年のフランス・中国合作映画。
欧米の高校生が時空を超えて古代中国風のファンタジー世界の危機を救うファンタジー・アクション映画。日本では劇場未公開で、WOWOWで放送された後DVD化された。

## キャスト
- ジャック・ブロンソン：ユリア・シェルトン
- ジャオ：マーク・チャオ
- スーリン：ニー・ニー
- アルーン：デイヴ・バウティスタ
- 魔術師：フランシス・ン
- アニー・ブロンソン：シエンナ・ギロリー

## スタッフ
- 監督：マサイアス・ヘイニー
- 製作：リュック・ベッソン、マーク・ギャオ
- 脚本：リュック・ベッソン、ロバート・マーク・ケイメン
- 撮影：マキシム・アレクサンドル
- 音楽：クラウス・バデルト
- 製作総指揮：グレゴリー・ウェノン、アリエル・ゼトゥン
- プロダクションデザイン：ユーグ・ティサンディエ
- 衣装デザイン：エディット・ヴェスペリーニ
- 編集：オドレイ・シモノー